# آب‌انبار محله بالا
آب‌انبار محله بالا (قهی) مربوط به دوره قاجار است و در شهرستان اصفهان، بخش جلگه، روستای قهی واقع شده و این اثر در تاریخ ۲۴ اسفند ۱۳۸۳ با شمارهٔ ثبت ۱۱۵۳۹ به‌عنوان یکی از آثار ملی ایران به ثبت رسیده است.